# Roanoke (řeka)
Roanoke (anglicky Roanoke River) je řeka protékající státy Virginie a Severní Karolína na východě USA. Je 725 km dlouhá. Povodí má rozlohu přibližně 25 000 km².

## Průběh toku
Pramení na západních svazích Modrých hor v Appalačském pohoří. Protéká planinou Piedmont a Atlantskou nížinou. Ústí do zálivu Albemarle Atlantského oceánu.

## Vodní stav
Průměrný roční průtok vody činí 230 m³/s. Nejvyšších vodních stavů dosahuje na konci jara a minimálních na začátku podzimu.

## Využití
Vodní doprava je možná na dolním toku pro nevelké lodě. Využívá se k zisku vodní energie.